# Joseph D. Kucan

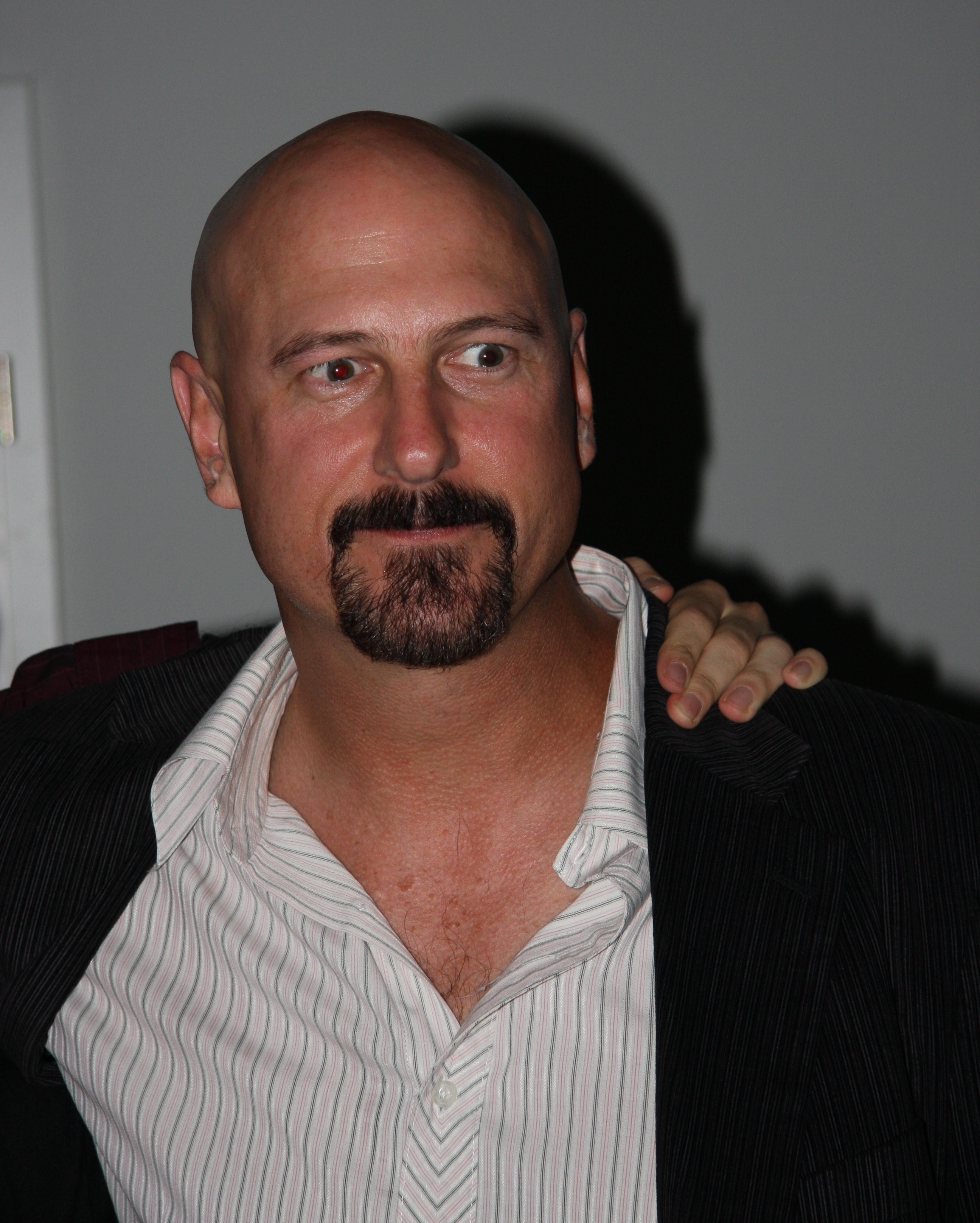
Kucan auf der gamescom 2009 in Köln

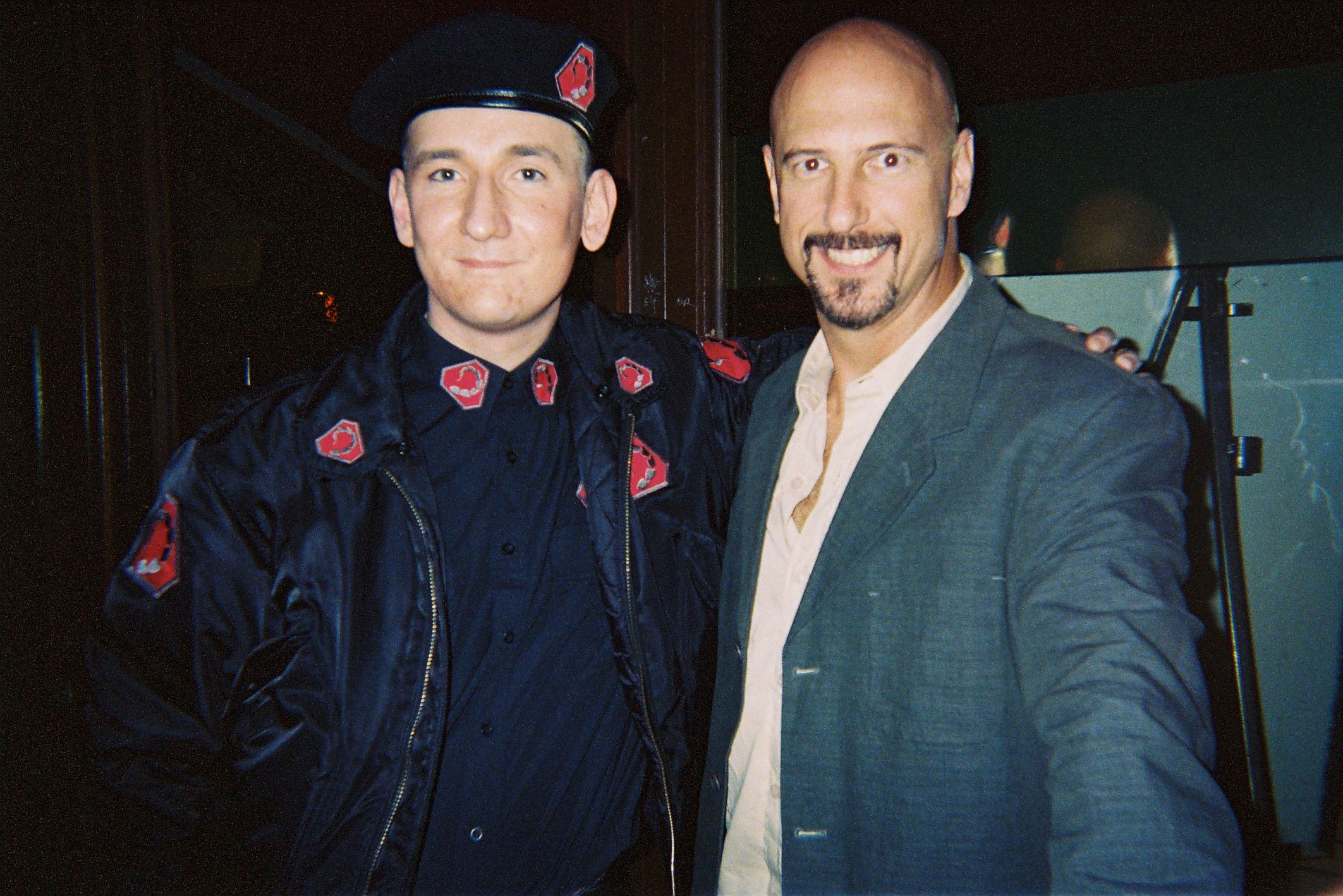
Joseph D. Kucan (rechts) mit einem C&C3 Tiberium Wars Promotor auf der Games Convention 2007

Joseph „Joe“ David Kucan (* 19. März 1965 in Henderson, Nevada) ist ein amerikanischer Regisseur, Schauspieler, Drehbuchautor und Castingleiter in der Computerspielbranche und dem Theater. Bekanntheit erlangte er als Regisseur des amerikanischen Spieleentwicklers Westwood Studios, für dessen Echtzeit-Strategiespielreihe Command & Conquer er die wiederkehrende Rolle des bösen Anführers Kane spielte. Er wohnt in Las Vegas, Nevada.

## Leben
Joseph D. Kucan (serbisch Kučan) wuchs als Sohn zweier Lehrer mit zwei Brüdern auf. Er arbeitete unter anderem für die Rainbow Company, ein Jugendtheater in Las Vegas. Seit 1993 arbeitete er für den Computerspiel-Entwickler Westwood Studios, als diese mit der CD-ROM als Datenträger zu arbeiten begannen und mehr Multimedia-Inhalte einbinden wollten. Kucans Aufgabe bestand anfangs in der Leitung der Audioaufnahme für die Sprachausgabe. Mit fortschreitender Entwicklung und verbesserten Kompressionstechniken ging Westwood zu Experimenten mit Filmsequenzen über. Mit seinen Theater- und Filmerfahrungen übernahm Kucan dadurch auch die Verantwortung der Filmaufnahmen.
Für Command & Conquer: Der Tiberiumkonflikt experimentierte er während des Entwicklungsverlaufs zunächst mit simplen Porträtaufnahmen, später kamen immer mehr filmische Sequenzen hinzu, die stilbildend für Command & Conquer (C&C) wurden. Für Westwood war er mit Ausnahme von C&C: Generäle an der Entwicklung aller Teile der Spielreihe beteiligt. Er führte bei fast allen Teilen Regie für die Video-Zwischensequenzen und trat mehrfach selbst als Darsteller der Figur Kane auf. Kucan sollte ursprünglich nur zu Testzwecken der Videokompression eine Aufnahme als Bösewicht aufnehmen. Westwood-Gründer Brett Sperry überzeugten die Aufnahmen, sodass er Kucan bat, die Rolle des Kane zu übernehmen. Kane ist der messianische Anführer der militärischen Sekte der Bruderschaft von Nod, die im Konflikt mit der Globalen Defensiv Initiative (GDI) steht. Im Guinnessbuch der Rekorde wurde er dafür als Schauspieler mit der längsten wiederkehrenden Rolle in einem Computerspielfranchise geführt. Daneben war er als Darsteller und Regisseur bzw. Director of Dramatic Assets für eine Vielzahl von Filmen und Computerspielen beteiligt. Für das Computerspiel Blade Runner war er auch als Autor tätig. 
Mit der Schließung von Westwood 2003 endete auch seine Tätigkeit in der Spielebranche. Lediglich für die Fortführungen der C&C-Reihe kehrte er 2007/2008 für C&C 3: Tiberium Wars und dessen Add-on Kanes Rache sowie 2010 für C&C 4: Tiberian Twilight in seine Rolle als Kane zurück.
2013 gründete er zusammen mit seinem Bruder und seiner Lebensgefährtin die A Public Fit Theatre Company in Las Vegas.
Sein Bruder Daniel Kucan spielte ebenfalls als Schauspieler im Command-and-Conquer-Franchise mit, wo er mehrere kleinere Rollen übernahm.

## Ludografie
- 1992: The Legend of Kyrandia: Book One (1992), (Stimme von Brandon)
- 1993: The Legend of Kyrandia - Book Two: The Hand of Fate (Audio-Regie)
- 1994: The Legend of Kyrandia - Book Three: Malcolm's Revenge (Audio-Regie)
- 1995: Monopoly (Produzent)
- 1995: Command & Conquer (Regisseur und Darsteller von Kane)
- 1996: Command & Conquer: Alarmstufe Rot (Regisseur und Darsteller von Kane)
- 1997: Lands of Lore 2: Götterdämmerung (Regisseur)
- 1997: Blade Runner (Regisseur und Darsteller)
- 1998: Dune 2000 (Regisseur und Produzent)
- 1999: Lands of Lore 3 (Regisseur)
- 1999: Command & Conquer: Tiberian Sun (Regisseur und Darsteller von Kane)
- 2000: Nox (Regisseur)
- 2000: Command & Conquer: Firestorm (Regisseur und Darsteller von Kane)
- 2000: Command & Conquer: Alarmstufe Rot 2 (Regisseur)
- 2001: Command & Conquer: Alarmstufe Rot 2 - Yuris Rache (Regisseur)
- 2001: Emperor: Schlacht um Dune (Regisseur)
- 2002: Command & Conquer: Renegade (Regisseur und Stimme von Kane)
- 2002: Pirates: The Legend of Black Kat (Regisseur)
- 2007: Command & Conquer 3: Tiberium Wars (Darsteller von Kane)
- 2008: Command & Conquer 3: Kane's Wrath (Darsteller von Kane)
- 2010: Command & Conquer 4: Tiberian Twilight (Darsteller von Kane)
- 2018: Command & Conquer: Rivals (Stimme von Kane)